# Пелчин (Великопольське воєводство)
Пелчин (пол. Pełczyn, нім. Pelsen) — село в Польщі, у гміні Сьрем Сьремського повіту Великопольського воєводства.
Населення — 142 особи (2011).
У 1975-1998 роках село належало до Познанського воєводства.

## Демографія
Демографічна структура станом на 31 березня 2011 року:
|          | Загалом | Допрацездатний вік | Працездатний вік | Постпрацездатний вік |
| -------- | ------- | ------------------ | ---------------- | -------------------- |
| Чоловіки | 73      | 22                 | 46               | 5                    |
| Жінки    | 69      | 18                 | 42               | 9                    |
| Разом    | 142     | 40                 | 88               | 14                   |